# Ministre-président du gouvernement wallon
Ne doit pas être confondu avec Ministre-président de la Communauté française de Belgique.
Le ministre-président du gouvernement wallon ou ministre-président de la Wallonie est le chef du gouvernement de la Région wallonne.

## Nomination

### Procédure
Le ministre-président est désigné par le gouvernement régional en son sein, selon la règle du consensus. Si celui-ci ne peut être dégagé, le ministre-président est élu au scrutin secret et à la majorité absolue.
L'élection est ratifiée par le roi des Belges.

## Titulaires
| Titulaire           | Titulaire                             | Parti | Mandat                                                          | Gouvernement       | Coalition          | Législature |
| ------------------- | ------------------------------------- | ----- | --------------------------------------------------------------- | ------------------ | ------------------ | ----------- |
|                     | Jean-Maurice Dehousse (1936-2023)     | PS    | 22 décembre 1981 – 27 janvier 1982 (1 mois et 5 jours)          | Dehousse I         | PS, PRL, PSC       | 1re         |
|                     | André Damseaux (1937-2007)            | PRL   | 27 janvier – 27 octobre 1982 (9 mois)                           | Damseaux           | PRL, PS, PSC       | 1re         |
|                     | Jean-Maurice Dehousse (1936-2023)     | PS    | 27 octobre 1982 – 11 décembre 1985 (3 ans, 1 mois et 14 jours)  | Dehousse II        | PS, PRL, PSC       | 1re         |
|                     | Melchior Wathelet (1949- )            | PSC   | 11 décembre 1985 – 4 février 1988 (2 ans, 1 mois et 24 jours)   | Wathelet           | PSC, PRL           | 2e          |
|                     | Guy Coëme (1946- )                    | PS    | 4 février – 10 mai 1988 (3 mois et 6 jours)                     | Coëme              | PS, PSC            | 3e          |
|                     | Bernard Anselme (1945- )              | PS    | 10 mai 1988 – 8 janvier 1992 (3 ans, 7 mois et 29 jours)        | Anselme            | PS, PSC            | 3e          |
|                     | Guy Spitaels (1931-2012)              | PS    | 8 janvier 1992 – 25 janvier 1994 (2 ans et 17 jours)            | Spitaels           | PS, PSC            | 4e          |
|                     | Robert Collignon (1943- )             | PS    | 25 janvier 1994 – 15 juillet 1999 (5 ans, 5 mois et 20 jours)   | Collignon I        | PS, PSC            | 4e          |
| Collignon II        | Robert Collignon (1943- )             | PS    | 25 janvier 1994 – 15 juillet 1999 (5 ans, 5 mois et 20 jours)   | 5e                 | PS, PSC            |             |
|                     | Elio Di Rupo (1951- )                 | PS    | 15 juillet 1999 – 8 avril 2000 (8 mois et 24 jours)             | Di Rupo I          | PS, PRL-FDF, Ecolo | 6e          |
|                     | Jean-Claude Van Cauwenberghe (1944- ) | PS    | 8 avril 2000 – 6 octobre 2005 (5 ans, 5 mois et 28 jours)       | Van Cauwenberghe I | PS, PRL-FDF, Ecolo | 6e          |
| Van Cauwenberghe II | Jean-Claude Van Cauwenberghe (1944- ) | PS    | 8 avril 2000 – 6 octobre 2005 (5 ans, 5 mois et 28 jours)       | PS, cdH            | 7e                 |             |
|                     | Elio Di Rupo (1951- )                 | PS    | 6 octobre 2005 – 20 juillet 2007 (1 an, 9 mois et 14 jours)     | Di Rupo II         | 7e                 | PS, cdH     |
|                     | Rudy Demotte (1963- )                 | PS    | 20 juillet 2007 – 22 juillet 2014 (7 ans et 2 jours)            | Demotte I          | 7e                 | PS, cdH     |
| Demotte II          | Rudy Demotte (1963- )                 | PS    | 20 juillet 2007 – 22 juillet 2014 (7 ans et 2 jours)            | PS, Ecolo, cdH     | 8e                 |             |
|                     | Paul Magnette (1971- )                | PS    | 22 juillet 2014 – 28 juillet 2017 (3 ans et 6 jours)            | Magnette           | PS, cdH            | 9e          |
|                     | Willy Borsus (1962- )                 | MR    | 28 juillet 2017 – 13 septembre 2019 (2 ans, 1 mois et 16 jours) | Borsus             | MR, cdH            | 9e          |
|                     | Elio Di Rupo (1951- )                 | PS    | 13 septembre 2019 – 15 juillet 2024 (4 ans, 10 mois et 2 jours) | Di Rupo III        | PS, MR, Ecolo      | 10e         |
|                     | Adrien Dolimont (1988- )              | MR    | Depuis le 15 juillet 2024 (9 mois et 23 jours)                  | Dolimont           | MR, Les Engagés    | 11e         |

## Particularités
- Parmi les 13 ministres-présidents du gouvernement wallon, on compte 9 socialistes, 3 libéraux et 1 centriste.
- Deux personnes ont exercé la fonction à plusieurs années d'écart :
  - Elio Di Rupo à trois reprises : du 15 juillet 1999 au 8 avril 2000, puis du 6 octobre 2005 au 20 juillet 2007, et enfin du 13 septembre 2019 au 15 juillet 2024
  - Jean-Maurice Dehousse à deux reprises : du 22 décembre 1981 au 27 janvier 1982 puis du 27 octobre 1982 au 11 décembre 1985
- 5 personnes ont présidé plusieurs gouvernements :
  - Elio Di Rupo a présidé trois gouvernements.
  - Jean-Maurice Dehousse, Robert Collignon, Jean-Claude Van Cauwenberghe et Rudy Demotte ont chacun présidé deux gouvernements.
- Deux ministres-présidents wallons ont exercé la présidence du gouvernement de la Communauté française :
  - Bernard Anselme, du 7 janvier 1992 au 6 mai 1993. Il était par ailleurs ministre-président « à double casquette » (Région wallonne et Communauté française) pendant un très court moment, du 7 au 8 janvier 1992.
  - Rudy Demotte, du 20 mars 2008 au 17 septembre 2019. Il était par ailleurs ministre-président « à double casquette » (Région wallonne et Communauté française) du 20 mars 2008 au 22 juillet 2014.
- Un seul ministre-président wallon a exercé la fonction de Premier ministre de Belgique : il s'agit d'Elio Di Rupo, du 6 décembre 2011 au 11 octobre 2014.
- Plusieurs ministres-présidents wallons ont exercé des fonctions européennes :
  - Jean-Maurice Dehousse, André Damseaux et Elio Di Rupo ont été élus députés européens.
- La fonction de ministre-président du gouvernement wallon a toujours été exercée par des hommes.

## Anciens présidents encore vivants
À ce jour[Quand ?], les anciens présidents encore vivants sont Melchior Wathelet, Guy Coëme, Bernard Anselme, Robert Collignon, Elio Di Rupo, Jean-Claude Van Cauwenberghe, Rudy Demotte, Paul Magnette et Willy Borsus dans l'ordre de leur élection.

## Durée
Classement des ministres-présidents selon la durée totale de leur(s) mandat(s) à la tête du gouvernement wallon (en jours) :
| Rang | Nom                          | En jours    | N° | Dates                                                                                               | Nombre de gouvernements |
| ---- | ---------------------------- | ----------- | -- | --------------------------------------------------------------------------------------------------- | ----------------------- |
| 1    | Elio Di Rupo                 | 2 687 jours | 8  | 15 juillet 1999 - 8 avril 2000 6 octobre 2005 - 20 juillet 2007 13 septembre 2019 - 15 juillet 2024 | 3                       |
| 2    | Rudy Demotte                 | 2 559 jours | 10 | 20 juillet 2007 - 22 juillet 2014                                                                   | 2                       |
| 3    | Jean-Claude Van Cauwenberghe | 2 007 jours | 9  | 8 avril 2000 - 6 octobre 2005                                                                       | 1                       |
| 4    | Robert Collignon             | 1 997 jours | 7  | 25 janvier 1994 - 15 juillet 1999                                                                   | 1                       |
| 5    | Bernard Anselme              | 1 338 jours | 5  | 10 mai 1988 - 8 janvier 1992                                                                        | 1                       |
| 6    | Jean-Maurice Dehousse        | 1 177 jours | 1  | 22 décembre 1981 - 27 janvier 1982 27 octobre 1982 - 11 décembre 1985                               | 2                       |
| 7    | Paul Magnette                | 1 102 jours | 11 | 22 juillet 2014 - 28 juillet 2017                                                                   | 1                       |
| 8    | Melchior Wathelet            | 785 jours   | 3  | 11 décembre 1985 - 4 février 1988                                                                   | 1                       |
| 9    | Willy Borsus                 | 777 jours   | 12 | 28 juillet 2017 - 13 septembre 2019                                                                 | 1                       |
| 10   | Guy Spitaels                 | 748 jours   | 6  | 8 janvier 1992 - 25 janvier 1994                                                                    | 1                       |
| 11   | Adrien Dolimont              | 297 jours   | 13 | 15 juillet 2024 - en cours                                                                          | 1                       |
| 12   | André Damseaux               | 273 jours   | 2  | 27 janvier 1982 - 27 octobre 1982                                                                   | 1                       |
| 13   | Guy Coëme                    | 96 jours    | 4  | 4 février 1988 - 10 mai 1988                                                                        | 1                       |

## Sources
- Pierre De Spiegeler et Michel Weyssow : Région wallonne : historique de la composition des Exécutifs, Namur, Ministère de la Région wallonne, Service des Archives, novembre 1997, 75 pages.

## Annexe